# Сражение за форты Клинтон и Монтгомери
Сражение за форты Клинтон и Монтгомери (англ. Battle of Forts Clinton and Montgomery) — одно из сражений Саратогской кампании американской войны за независимость, в ходе которого 6 октября 1777 года британская армия под командованием генерала Генри Клинтона захватила форты Клинтон и Монтгомери на реке Гудзон. Задачей Клинтона было оттянуть на себя часть сил американской армии, которая в это время пыталась остановить наступление армии Бергойна на Олбани.
В фортах находился гарнизон численностью около 600 человек под командованием двух братьев, генерала Джорджа Клинтона, и генерала Джеймса Клинтона, из-за чего сражение иногда называли «битвой Клинтонов». Британскому генералу Генри Клинтону удалось отвлечь внимание генерала Патнэма в селении Пикскил, и одновременно атаковать оба форта и захватить их после короткого боя. Британцы воспользовались успехом и совершили несколько рейдов на север, но потом были отозваны в Нью-Йорк. Победа Клинтона не смогла помочь Бергойну который в итоге капитулировал со всей армией 17 октября.

### Статьи
- George A. Blauvelt. BEAR MOUNTAIN (англ.) // The Quarterly Journal of the New York State Historical Association. — Fenimore Art Museum, 1921. — Vol. 2, iss. 1. — P. 20—32.